# Coupe Hédi Chaker
Pour les articles homonymes, voir Chaker.
La coupe Hédi Chaker est une compétition de football tunisienne mise en place en 1959 par la Fédération tunisienne de football et disputée pour la dernière fois en 1968.
Elle portait le nom de Hédi Chaker, figure du mouvement national tunisien assassinée le 13 septembre 1953 par la Main rouge.

## Histoire
Cette compétition est officiellement instaurée en 1959. Elle est par la suite disputée comme une super-coupe durant deux éditions. Elle oppose ainsi le vainqueur du championnat de Tunisie au vainqueur de la coupe de Tunisie en 1961 et le vainqueur du doublé championnat et coupe à son adversaire en finale de la coupe en 1962. Alors que, pour les éditions suivantes, elle est dédiée aux clubs qui sont éliminés de la coupe de Tunisie à partir des seizièmes de finale et jusqu'aux demi-finales. Les finales de cette compétition se déroulent à Sfax, ville d'origine de Hédi Chaker, sauf pour les trois premières éditions qui ont lieu à Tunis.

## Palmarès
| Saison | Champion                    | Score de la finale | Vice-champion                |
| ------ | --------------------------- | ------------------ | ---------------------------- |
| 1959   | Union sportive tunisienne   | 2-0                | Jeunesse sportive métouienne |
| 1960   | Non disputé                 | Non disputé        | Non disputé                  |
| 1961   | Stade tunisien              | 1-0                | Avenir sportif de La Marsa   |
| 1962   | Stade soussien              | 2-0                | Stade tunisien               |
| 1963   | Club sportif sfaxien        | 4-1                | Union sportive tunisienne    |
| 1964   | Stade tunisien              | 1-0                | Étoile sportive du Sahel     |
| 1965   | Étoile sportive du Sahel    | 3-1                | Club sportif sfaxien         |
| 1966   | Club sportif sfaxien        | 1-0                | Sfax railway sport           |
| 1967   | Club sportif des cheminots  | 1-0                | Olympique du Kef             |
| 1968   | Espérance sportive de Tunis | 5-1                | Olympique du Kef             |